# Embaixada do Brasil em Tóquio
A Embaixada do Brasil em Tóquio é a missão diplomática brasileira no Japão. Além do site oficial, a Embaixada mantém perfis em redes sociais (facebook.com/brasembtokyo e twitter.com/brasembtokyo) e um site de promoção do estilo de vida brasileiro (www.brazilianlifestyle.jp). Obra do arquiteto brasileiro Ruy Ohtake, a sede da Embaixada fica no bairro de Aoyama, na capital japonesa.